# Rhynchodoras xingui
Rhynchodoras xingui är en fiskart som beskrevs av Wolfgang Klausewitz och Rössel, 1961. Rhynchodoras xingui ingår i släktet Rhynchodoras och familjen Doradidae. Inga underarter finns listade i Catalogue of Life.